# Трейко Іван Демидович
Іван Демидович Трейко, псевдо: «Дибов», «Немо» (*16 квітня 1898, Старостинці, Погребищенський район, Вінницька область — †18 липня 1945, біля села Сторожів, Рівненська область) — український військовий діяч, повстанський отаман (1919—1924), командир Київської повстанської групи (1923), консультант отамана Поліської Січі Тараса Бульби-Боровця (1941), командир розвідки ВО-4 «Тютюнник» (1943—1945), генерал-хорунжий УПА (1945) (посмертно).

## Життєпис
У дитинстві став сиротою, вихованням займалась мачуха, яка недолюблювала пасинка. Тому Іван ще дитиною втік з дому. Воював за російську армію, зазнав важких поранень, але залишився живий. Під час війни з більшовиками вороги закатували його першу дружину, коли сам Іван був за кордоном. Трейко одружився вдруге, однак і другу дружину більшовики поранили при переході кордону.
За однією з версій у 1920 році служив воєнкомом у Сквирі, а згодом працював службовцем у Топорівському бурякорадгоспі (тепер - Ружинський район Житомирської області).
Після поразки українських визвольних змагань з 1920-х років розпочав повстанську боротьбу проти комуністів у Сквирському, Білоцерківському і Таращанському повітах.
|  | Його способи боротьби з червоними були оригінальні, відмінні від тактики інших отаманів, — засвідчував сотник Армії УНР Яків Гальчевський. — Іван Трейко був для червоних несхопний тому, що на терені кількох повітів (Сквира, Тараща, Біла Церква) мав велику конспіративну сітку. Збере своїх людей, зробить, було, напад на якийсь комуністичний об'єкт, своїх козаків розпустить, а червоні попадають у порожнечу, шукаючи відділу отамана Трейка. Коли все перетреться, небезпека минеться, подія призабувається, то Трейко, було, знов вибирає місце удару, хитро реалізуючи задум. Своїх довірених козаків мав Трейко до 20. Були це люди відважні й добре озброєні. Козаків, якими послуговувався додатково й які могли бути вночі на повстанчій роботі, а вдень гречку сіяли, було кілька соток. Така тактика зробила Трейка на Київщині дуже популярним і грізним для комуністів. |

З 1925 року проживав на Рівненщині у селі Самостріли. Агенти ДПУ 1927 року влаштували замах на Трейка — він зазнав вогнепального поранення у шию, але залишився живим.
З серпня 1941 у лавах УПА «Поліська Січ». 1942 року у місті Холмі заарештований гестапо. З другої половини 1943 року очолив відділ розвідки ВО-4 «Тютюнник» і з'єднання груп.
Загинув 18 липня 1945 року у бою з військами НКВД біля села Сторожів в городницькому лісі.

## Вшанування пам'яті
18 липня у 2020 році єпископ ПЦУ Паїсій освятив пам'ятний хрест на честь генерал-хорунжого Івана Трейка 
24 серпня у селі Старостинці на будівлі сільської ради було відкрито меморіальну дошку.

25 листопада 2022 року безіменну вулицю у Вінниці, що тягнеться від Черкаського шосе до аеропорту «Вінниця», перейменовано на честь уродженця Погребищенщини, - Івана Трейка, який був одним із дев'яти генералів УПА.